# 2009년 11월
| 2009년: 1월 · 2월 · 3월 · 4월 · 5월 · 6월 · 7월 · 8월 · 9월 · 10월 · 11월 · 12월 |

| <           | 2009년 11월 | 2009년 11월  | 2009년 11월 | 2009년 11월 | 2009년 11월 | >          |
| 일          | 월          | 화           | 수          | 목          | 금          | 토         |
| 1 9.15 경술 | 2 16 신해   | 3 17 임자    | 4 18 계축   | 5 19 갑인   | 6 20 을묘   | 7 21 병진  |
| 8 22 정사   | 9 23 무오   | 10 24 기미   | 11 25 경신  | 12 26 신유  | 13 27 임술  | 14 28 계해 |
| 15 29 갑자  | 16 30 을축  | 17 10.1 병인 | 18 2 정묘   | 19 3 무진   | 20 4 기사   | 21 5 경오  |
| 22 6 신미   | 23 7 임신   | 24 8 계유    | 25 9 갑술   | 26 10 을해  | 27 11 병자  | 28 12 정축 |
| 29 13 무인  | 30 14 기묘  |              |             |             |             |            |

| - 11월 1일 - 레비스트로스 - 11월 4일 - 박용오 - 11월 10일 - 로베르트 엥케 - 11월 20일 - 잔느클로드 - 11월 20일 - 김다울 편집하기 |

## 2009년11월 26일
- 대한민국 헌법재판소가 혼인빙자간음죄를 위헌이라고 판결하였다.
- 대한민국 진실화해를위한과거사정리위원회는 한국 전쟁 당시, 국민보도연맹원들에 대한 집단학살을 경찰과 군 방첩대(CIC)가 조직적으로 주도했다고 밝혔다.
- 사우디아라비아의 메카와 지다 등 홍해 연안 지역에 기록적인 폭우가 쏟아져 77명이 사망하고 350여 명이 실종되었다.
- 대한민국 철도노조가 파업에 돌입했다.

## 2009년11월 25일
- 대한민국이 OECD 개발원조위원회의 회원국으로 가입하였다.
- 아랍에미리트의 두바이 정부가 국영개발기업 두바이월드의 채무 지불의 유예(모라토리엄)을 선언했다.
- 미국에서 신종 인플루엔자의 중복 감염 사례가 처음 발견되었다. 11월 26일에는 대한민국에서도 중복 감염자가 발생하였다.

## 2009년11월 23일
- 필리핀에서 선거관련 폭력 사태가 발생해 정치인, 기자 등의 57명이 사망했다.

## 2009년11월 22일
- 연쇄살인 혐의로 서울구치소에서 복역 중이던 사형수 정남규가 목을 매어 자살하였다. 사형 집행의 불안감이 자살의 원인으로 추정되고 있다.

## 2009년11월 21일
- 중국 헤이룽장성 허강 시의 석탄 광산에서 폭발 사고가 일어나 100여 명이 매몰되었다. 87명의 사망이 확인되었으며, 21명이 여전히 매몰되어 있다.
- 미국 민주당이 발의한 건강보험 개혁 입법안이 미국 상원의 심의 여부를 결정하는 1차 투표를 통과하였다.

## 2009년11월 20일
- 2009년 정식 발효된 리스본 조약에 따라 유럽 연합의 유럽 이사회 초대 상임의장으로 벨기에의 헤르만 판 롬파위 총리가 선출되었다.
- 세계적인 설치예술가, 잔느클로드가 미국 뉴욕의 병원에서 별세했다고 남편 크리스토가 19일(현지시각) 밝혔다. 향년 74세. 사인은 뇌동맥류로 인한 합병증으로 발표되었다.
- 세계무대에서 활동하는 대한민국의 패션모델, 김다울이 프랑스 파리의 자택에서 숨진 채로 발견됐다고 19일(현지시각) 김다울의 에이전트의 말을 빌려 미국의 뉴욕매거진이 보도했다. 사인은 아직 밝혀진 바 없으며 자살로 추정된다.
- 미국령 사이판의 시내 관광지 마르피 지역의 만세절벽부근에서 무장괴한의 총기 난사로 한국인 관광객 6명이 중경상을 입고 현지인 4명이 숨지는 사건이 발생했다. 총기난사를 한 범인은 자살했다.

## 2009년11월 19일
- 아프가니스탄의 하미드 카르자이 대통령이 두 번째 임기를 시작하였다.

## 2009년11월 18일
- 우다웨이(武大偉) 중화인민공화국 외교부 부부장과 쉬안손 베트남 외교부 차관이 중·베트남 육지국경획정협정서에 서명했다. 이로써 그동안 양국이 분쟁을 벌여온 227km2의 지역 중 114km2는 중화인민공화국에, 113km2는 베트남에 귀속되었다. 하지만 해상 경계 문제는 해결이 되지 않았다.

## 2009년11월 14일
- 대한민국 부산광역시의 한 실내사격장에서 화재가 일어나 일본인 관광객 등 총 10명이 사망했다.

## 2009년11월 13일
- 남북 장성급군사회담 조선민주주의인민공화국측 대표단장이 "해상군사분계선을 지키기 위해 무자비한 군사조치를 취해지게 될 것"이라고 발표하였다.
- 대한민국 서울고법은 “진도 가족 간첩단 사건” 관련자들에게 대해 “고문에 의한 거짓자백으로 유죄가 인정됐다”며 청구한 재심사건 판결에서 무죄를 선고했다.

## 2009년11월 12일
- 대한민국에서 올해도 2010학년도 대학수학능력시험이 실시되었다.

## 2009년11월 10일
- 11시 28분경, 대한민국 NLL 인근 해상에서 대한민국 해군과 조선민주주의인민공화국 해군 사이에 교전이 일어났다.
- 2003년 노벨 물리학상 수상자인 러시아의 이론 물리학자 비탈리 긴즈버그가 8일 오후 심장마비로 타계하였다.

## 2009년11월 8일
- 대한민국의 민족문제연구소와 친일인명사전편찬위원회가 “친일인명사전 발간 보고대회”를 열고 친일인명사전을 공개했다.

## 2009년11월 7일
- 미국 하원이 공공 건강보험 도입과 적용범위 확대 등을 골자로 한 민주당 주도의 건강보험 개혁 입법안을 찬성 220표 대 반대 215표의 근소한 차이로 가결 처리했다.

## 2009년11월 5일
- 미국 텍사스주 포트 후드 미군기지에서 총기난사 사건이 발생해 13명이 사망하고 30명이 부상당했다.

## 2009년11월 4일
- 프랑스의 구조주의 철학자인 클로드 레비스트로스가 타계했다고 현지시각 3일 아카데미 프랑세가 발표했다. 당초 아카데미 프랑세 측은 레비스트로스의 사인과 사망시각 등 구체적인 사실은 밝히지 않았으나, 유족들은 레비스트로스가 현지시각으로 지난 1일 심장마비로 타계했다고 밝혔다.
- 체코의 바츨라프 클라우스 대통령이 리스본 조약의 비준안에 서명하였다. 체코의 서명으로 모든 EU회원국의 비준이 완료되어, 유럽 통합의 기초가 되는 리스본 조약은 다음달 1일부터 효력을 갖게 되었다.
- 대한민국의 재벌인 두산그룹의 전 회장 박용오가 서울 성북구 자택에서 스스로 목을 매고 숨진 것이, 이 날 오전 가족들에 의해 발견되었다.

## 2009년11월 2일
- 아프가니스탄 선거관리위원회가 오는 7일로 예정됐던 대통령 선거 결선투표를 취소하고 하미드 카르자이 현 대통령을 당선자로 결정했다고 외신들이 보도했다.